# Grofija Rekem
Rekem ali Oud-Rekem (Stari Rekem) je vas v naselju Rekem (občina Lanaken) v provinci Limburg v Belgija. Nahaja se v bližini reke Meuse, ki na tem mestu tvori mejo z Nizozemska, in približno 10 km severno od Maastrichta. Vas ima eno najbolj avtentično ohranjenih vaških jeder v Belgiji.
Gijsbert I. Bronkhorstski, gospod gospoščine Radekeim (tudi imenovane Radecken), je po poroki s hčerko gospoda Arnolda Rekemskega leta 1140 ustanovil zdaj že razpuščen Norbertinski samostan, samostan blizu Ziepbeeka.
Leta 1356 je gospostvo postalo baronstvo, od leta 1623 pa cesarska grofija Rekem. 
Cesarska grofija Rekem je spadala v spodnjerensko-vestfalski krog znotraj Svetega rimskega cesarstva in se je nahajala v današnji belgijski provinci Limburg.
Cesarska grofija Rekem, imenovana tudi Reckheim, je pokrivala majhno območje na levem bregu reke Meuse, približno 10 km severno od Maastrichta in je obsegala mesto Rekem (pravzaprav njegovo zgodovinsko središče Oud-Rekem ) in njegove vasi, vključno z Wezetom (Bovenwezet in Daalwezet), ter vasi Boorsem, Kotem in Uikhoven. Rekem je zdaj del občine Lanaken v provinci Limburg v Belgiji; ostale vasi so zdaj del občine Maasmechelen.

## Gospodje Rekema pred letom 1623
Preden je Rekem postal cesarska grofija, je znanih 25 zemljiških gospod te gospoščine. Najpomembnejše rodbine, ki so vladale najdlje, so bile rodbine Bronkhorstskih (1134–1312), Sombreffejskih (1397–1504) in Aspremontskih (1590–1794). Omenjamo nekaj izmed njih:
- Arnold Redekemski, prvi znani zemljiški gospod (1108–1133)
- Gijsbert I. Bronkhorstski, ki je ustanovil ubožnico innorbertinski samostan
- Henrik Stein Diepenbeeški (1350-1397)
- Viljem Vlodropski (1553-1564)
- Herman d'Aspremont-Lynden-Reckheimski, gospoda takratne baronije Rekem, od 1590 do 1603

## Zgodovina cesarske grofije 1623–1795
Srednjeveški fevd Reckheim je imel že dolgo zgodovino, ko ga je nemški cesar Ferdinand II. leta 1623 povzdignil iz baronstva v "svobodno cesarsko grofijo". Območje je tako postalo neodvisna državna enota, ki je skupaj z drugimi kneževinami postala članica Vestfalskega kroga. Novi grof je dobil sedež v cesarskem zboru Svetega rimskega cesarstva in si tako pridobil več moči in ugleda kot prej. Vendar je to za njegove podložnike pomenilo več bremen: prispevati so morali v cesarsko zakladnico in tudi v skupno vojsko, ki je vzdrževala krog. Baronstvo je moralo na primer zagotoviti sedem vojakov, grofija pa 23.
Prvi cesarski grof Reckheima je bil Ernst, grof Aspremont-Lynden-Reckheimski. Preko njega je v Rekem prišla relikvija Petronele. Ukazal je, da se vas spremeni v mesto, medtem ko je njegov oče Herman Lindenski (1583–1636) že dal zgraditi velik grad tik pred vasjo. Ta grad, Aspremont-Lynden, je v obnovi od poznih osemdesetih let 20. stoletja. Grofje so območje upravljali do francoske okupacije leta 1796. Že takrat so videli, da se pripravlja revolucionarna nevihta, in so leta 1778 grad zapustili, da bi se naselili na svojih madžarskih posestvih. Neodvisnost Rekema se je nato končala: po francoskem obdobju je postal del province Limburg. Do odcepitve Belgije leta 1830 je območje pripadalo Združenemu kraljestvu Nizozemske.
Prebivalci Rekema so bili predvsem kmetje. Njegova lega, tako blizu velikega mesta Maastricht, bi bila zagotovo ugodna za prodajo v mirnem času, toda v vojnem času je prebivalstvo močno trpelo zaradi odkupnin in plenjenja.

## Odškodnina 1803
V državnem odloku Reichsdeputationshauptschluss z dne 25. februarja 1803 so grofje Aspremont-Lynden po zapisu v 24. odstavku prejeli odškodnino za izgubo Reckheima s preoblikovanjem opatije Baindt (v današnji nemški zvezni deželi Baden-Württemberg) v novo cesarsko grofijo. Grofje niso dolgo uživali v svoji novi grofiji, saj je bil Baindt leta 1806 priključen kraljestvu Württemberg.

## Seznam cesarskih grofov Rekema
| leta vlade | ime                  | rojen              | mrtev                  | družinski odnos |
| ---------- | -------------------- | ------------------ | ---------------------- | --------------- |
| 1623–1636  | Ernst                | 1583               | 24. avgust 1636        | sin             |
| 1636–1665  | Ferdinand            | 1611               | 24. avgust 1665, Rekem | sin             |
| 1665–1703  | Frans Gobert         | 28. januar 1649    | 1703                   | sin             |
| 1703–1708  | Ferdinand Gobert     | 1650               | 1. februar 1708        | brat            |
| 1708–1720  | Jožef Gobert         |                    | 1720                   | sin             |
| 1720–1750  | Karel Gobert Frans   | 21. 11. 1703       | 24-11-1749/50          | brat            |
| 1750–1792  | Johan Nepomuk Gobert | 1732               | 1792                   | sin             |
| 1792–1795  | Johan Nepomuk Gobert | 22. septembra 1757 | 19. september 1819     | sin             |

## Nagrobnik v Uikhovenu
Na pokopališču cerkve sv. Nikolaja v Uikhovenu je mogoče videti nagrobnik iz 17. stoletja (glej sliko) z naslednjim besedilom: »Tukaj je pokopana gospa iz Walsena, mesto Reckham, po božji volji je umrla 26. maja 1625.«
Nagrobnik spominja na čas, ko je tudi Uikhoven pripadal cesarski grofiji.